# Breguet Atlantic
Breguet Br.1150 Atlantic je průzkumný letoun dlouhého doletu, navržený pro působení nad hladinou moře. Je používán několika státy v rámci NATO k průzkumu, námořnímu hlídkování a k boji proti ponorkám. Letoun je rovněž schopen nést střely vzduch-země. Atlantique 2 je vylepšená verze letounu, která byla vyráběna pro francouzské námořnictvo v 80. letech 20. století.
Francouzské námořnictvo plánuje ve 30. letech nahradit Atlantique 2 novým typem Airbus A321MPA, využívající platformu civilního Airbusu A321XLR.

## Vývoj a popis

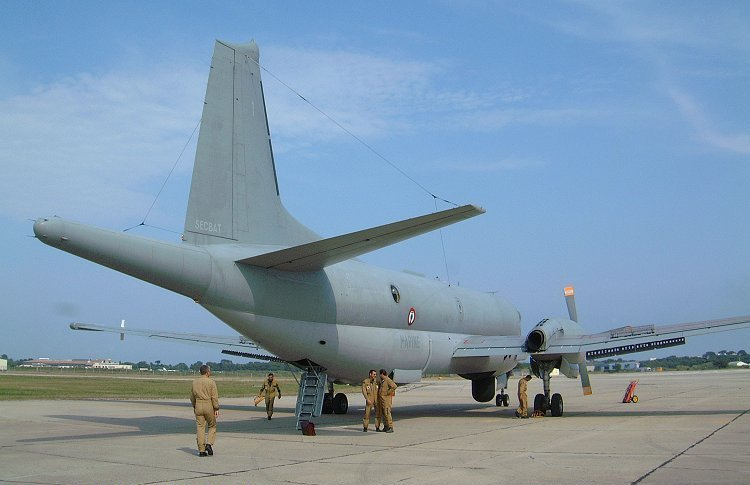
Detail detektoru magnetických anomálií francouzského letounu Atlantique 2

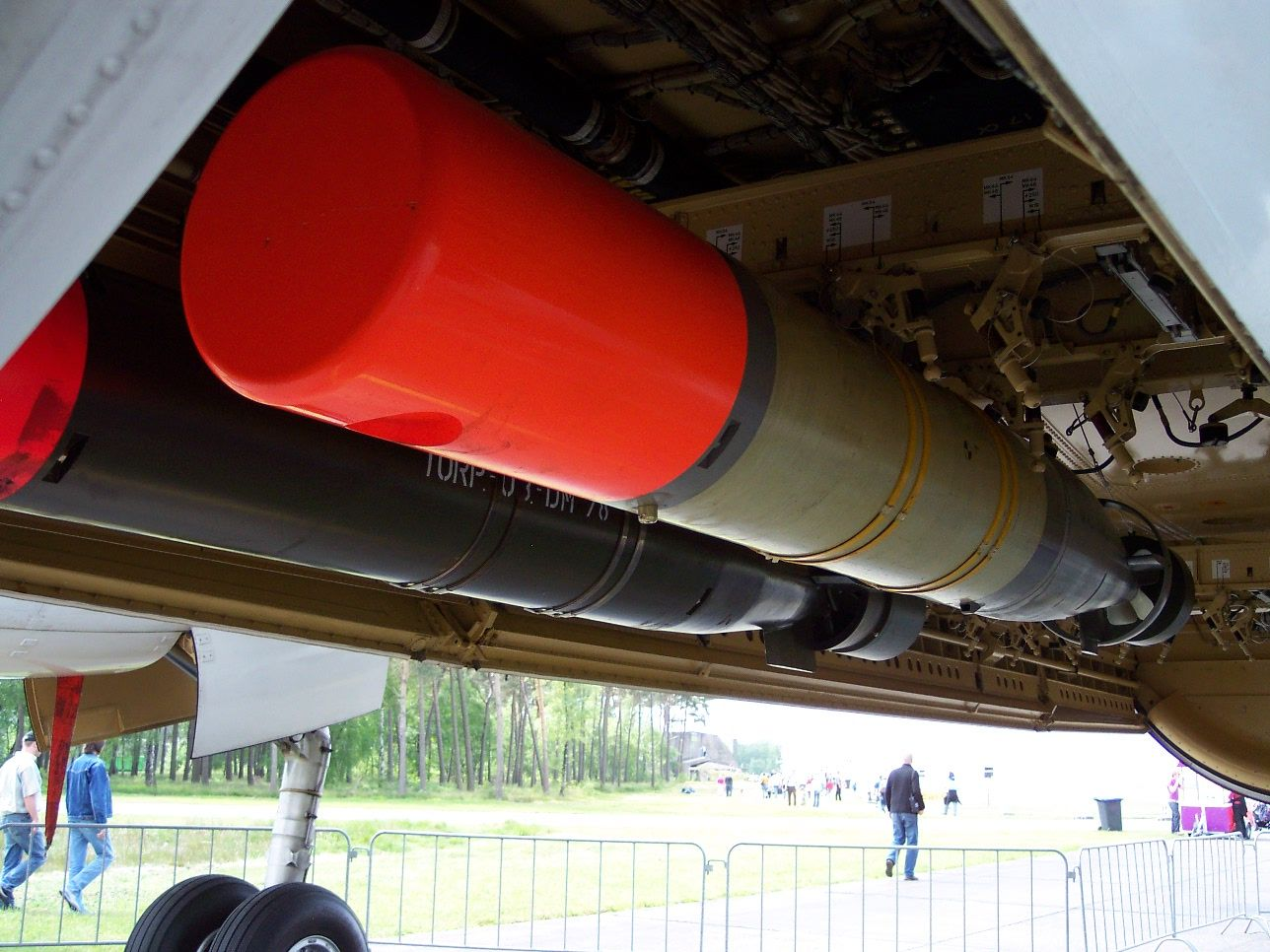
Pumovnice letounu s torpédy

V roce 1958 NATO vydalo specifikace požadavku na námořní hlídkový letoun dlouhého doletu, který by nahradil letouny Lockheed Neptune. Jako vítěz byl koncem téhož roku vybrán návrh Breguet Br 1150 a multinárodní konsorcium Société d'Étude et de Construction de Breguet Atlantic (SECBAT) dostalo za úkol vyvinout a postavit letoun Atlantic.
První prototyp vykonal svůj první let 21. října 1961 v Toulouse, následován druhým prototypem, který poprvé vzlétnul 25. února 1962. Následovaly dva předsériové letouny s delším trupem v únoru 1963 a září 1964.
Letoun Atlantic je dvoumotorový středoplošník s trupem, který má v příčném řezu tvar číslice "8", tím je rozděleným na dva prostory. V horní části trupu se nachází přetlaková kabina pro posádku letounu a ve spodní části se nachází 9 m dlouhá pumovnice a v zadní části vypouštěcí trubky pro sonarové bóje.
Vyhledávací radar je umístěn pod zatahovatelným krytem pod trupem letounu, zatímco detektor magnetických anomálií je umístěn tradičně v prodlouženém "žihadle" na zádi letounu. Letoun je poháněn dvojicí turbovrtulových motorů Rolls-Royce Tyne.
Letoun Breguet Br.1150 Atlantic se pyšní tím, že je jedním z mála letounů, které byly od počátku konstruovány pro svůj zamýšlený účel. V jiných případech byl obvykle využit koncept již existujícího, obvykle dopravního, letounu. Hlavním úkolem letounu Atlantic je boj proti ponorkám a hladinovým cílům. Mezi jeho druhotné role patří pátrací a záchranné akce, pokládání nebo vyhledávání námořních min a námořní hlídkování na dlouhé vzdálenosti.
Atlantic může nést buď osm řízených protiponorkových torpéd (např. torpéda Mk 46) nebo 12 hlubinných bomb nebo dvě protilodní střely AM.39 Exocet ve vnitřní pumovnici. Německé letouny obvykle nesly jen torpéda Mk 46 a v posledních letech létaly převážně neozbrojeny.
Původní objednávka z roku 1963 zněla na 40 letounů pro Francii a 20 letounů pro Německo. Letouny byly dodány v letech 1965 až 1968. Výroba byla poté zastavena až do doby než Nizozemsko objednalo 9 letounů a Itálie 18 strojů. Tyto letouny byly vyrobeny a dodány v letech 1972 až 1974.
V roce 1978 francouzská vláda schválila vývoj nové vylepšené verze letounu pod názvem Atlantic Nouvelle Generation. Později, když si jiné státy letoun neobjednaly, byly tyto letouny známé pod názvem Atlantique 2. Zatímco drak letounu a motory se změnily jen velmi málo, ostatní vybavení a avionika byly významně zrevidovány. Letoun dostal nový radar, procesor sonaru a taktický počítač s věžičkou infračervené kamery pod nosem letounu. Přidána byla rovněž schopnost nést střely Exocet. Dva prototypy letounu Atlantique 2 byly vyrobeny přestavěním existujících letounů Atlantic. První takto upravený prototyp vzlétnul 8. května 1981. Výroba byla odsouhlasena 24. května 1984. Dodávky byly zahájeny v roce 1989. Bylo postaveno celkem 28 letounů ačkoliv původní požadavek zněl na 42 strojů.
Francouzské letouny jsou během služby postupně modernizovány. Nejnovější modernizace na verzi Atlantique 2 Standard 6 byla objednána roku 2013. Na tuto verzi má být do roku 2023 upraveno celkem 18 letadel. První dvě byla dodána v říjnu 2019. Součástí modernizace je nový radar Thales Searchmaster kategorie AESA, akustický detekční systém Thales, navigační konzole od Dassault Aviation a další konzole od společnosti SIAé.

## Operační historie

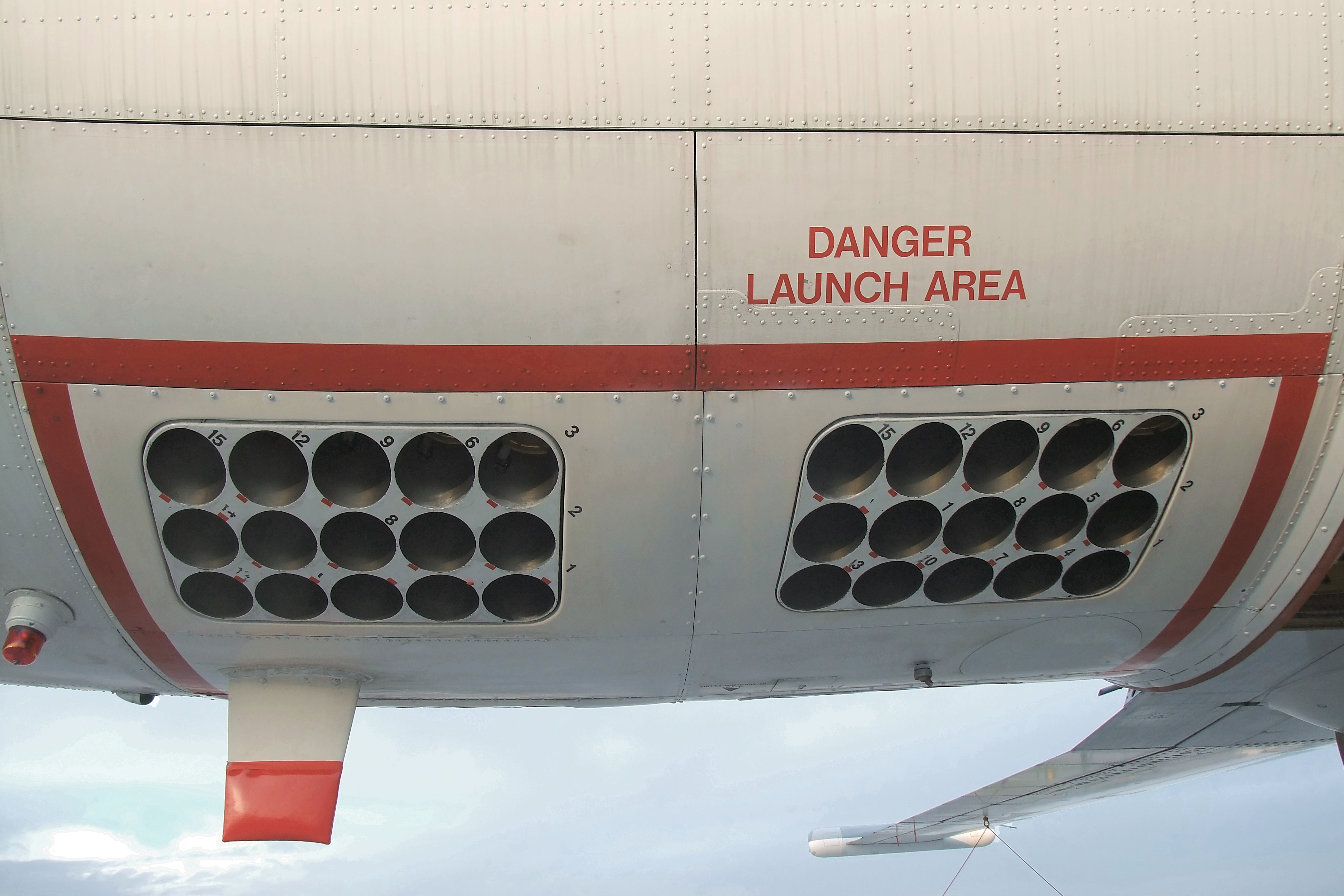
Detail otvorů pro vypouštění sonarových bójí

Nizozemské královské námořnictvo ztratilo tři letouny z devíti při sérii poruch nad Atlantským oceánem, což vedlo k odstavení těchto letounů v roce 1981 a jejich nahrazení letouny P-3 Orion. Německé námořnictvo nikdy neztratilo v letech 1963 až 2005 ani jeden letoun, ačkoliv jeden z nich měl nehodu. Německé letouny byly časem nahrazeny nizozemskými letouny P-3 Orion, které si Nizozemsko koupilo v 80. letech 20. století k nahrazení stejných letounů. Tyto letouny však byly mezitím podstatně modernizovány a vylepšeny.
V roce 1999 byl letoun Atlantic pákistánského námořnictva sestřelen indickými stíhačkami MiG-21 poté, co se jim nepodařilo přinutit letoun přistát na indické základně, což jenom zvýšilo napětí v oblasti. Posádka letounu Atlantic neuposlechla pokyny pilotů stíhaček a snažila se uniknout z indického vzdušného prostoru. Následně byl letoun sestřelen teplem naváděnou raketou. Letoun se zřítil v indickém pohraničním regionu Kutch.
Několik německých letounů bylo umístěno do muzeí, například do Luftwaffenmuseum nebo Nizozemského muzea vojenského letectva (Dutch Air Force Museum) v Soesterbergu v Nizozemsku.
Z některých zpráv je zřejmé, že letouny Breguet Atlantique 2 francouzského námořnictva se účastnily pátrání po troskách letounu letu 447 Air France.

## Nehody a incidenty
- 18. května 1986 – Během prolétání vrstvou oblačnosti francouzský letoun Atlantic narazil do hory ve státě Džíbútí, zahynulo všech 19 lidí na palubě.
- 10. srpna 1999 – Během incidentu na indicko-pákistánské hranici zahynulo 16 pákistánských námořních letců právě měsíc po skončení Kárgilské války.

## Varianty
Br.1150 Atlantic
Atlantique 2

## Uživatelé
Francie

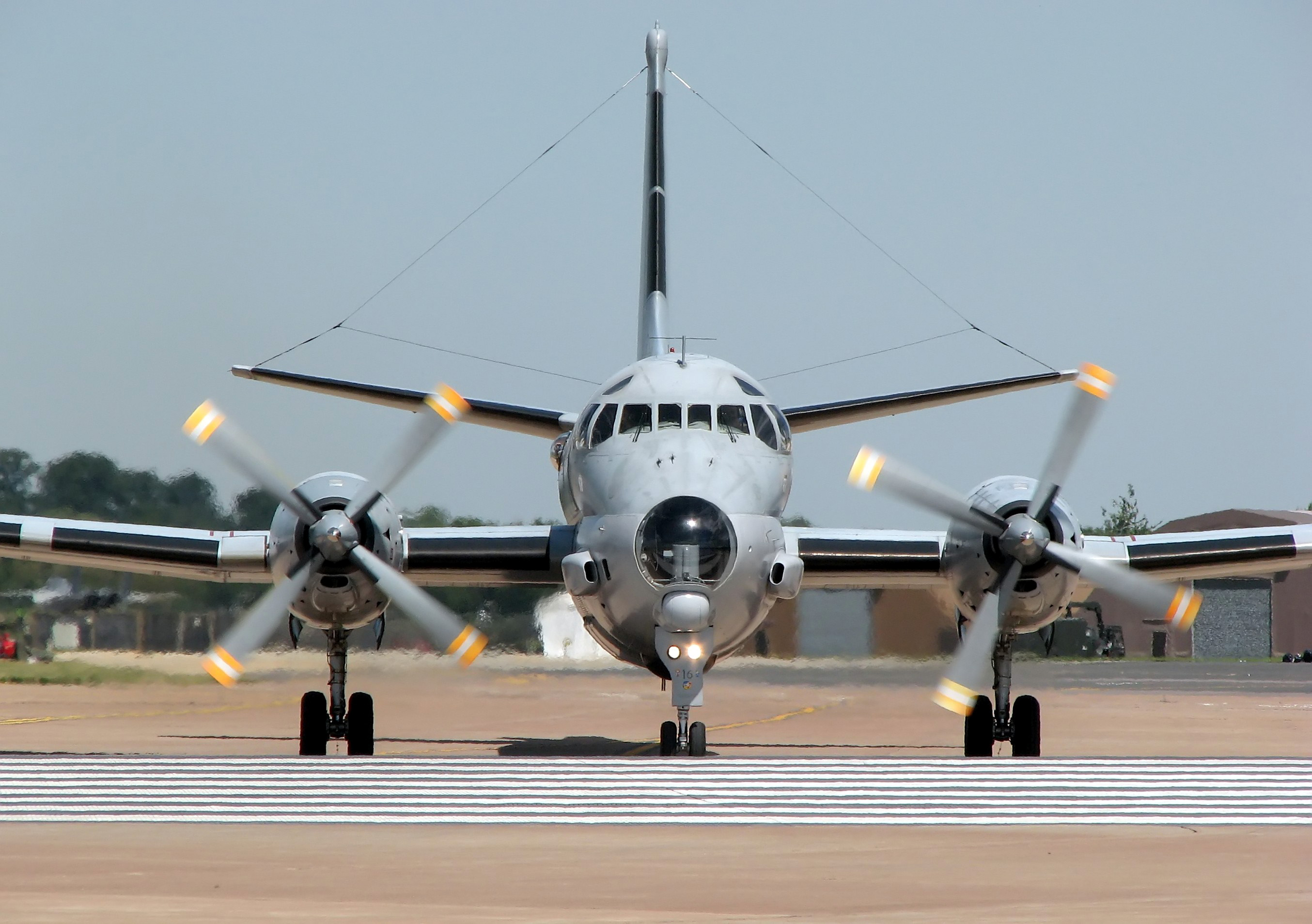
Jiný pohled na německý letoun Breguet Atlantic Br.1150.

- Francouzské námořnictvo – původní model byl vyřazen v roce 1996. Letouny Atlantique 2 jsou stále ve službě.

 Itálie
- Italské námořnictvo – typ byl zcela vyřazen v září 2017. Během 45 let služby italské letouny Atlantic nalétaly více než 250 000 hodin.[17]

 Německo
- Německé námořnictvo – Obdrženo 20 letounů Atlantic. Pět z nich bylo upraveno k provádění elektronického zpravodajství (ELINT).[18] Všechny letouny byly nahrazeny protiponorkovými letouny P-3 Orion, které si Německo pořídilo od Nizozemska v roce 2005. Zbývající letouny ELINT byly nahrazeny bezpilotními letouny.

 Nizozemsko
- Nizozemské královské námořnictvo – Letouny byly nahrazeny letouny P-3 Orion.

 Pákistán
- Pákistánské námořnictvo

## Specifikace (Atlantique 2)
Technické údaje pocházejí z publikace „Jane's All The World's Aircraft 1988–89“.

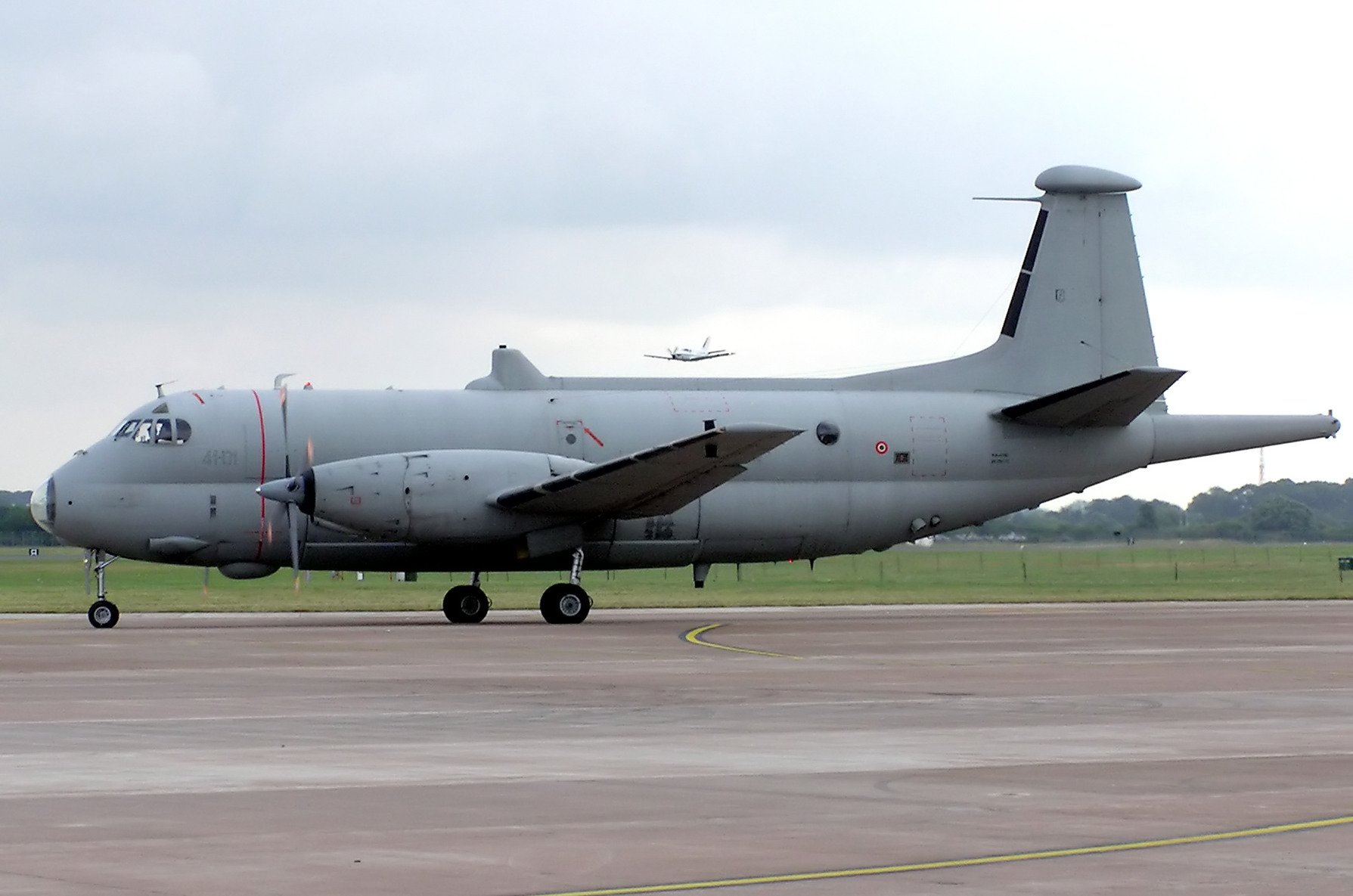
Breguet Atlantic Br.1150 (MM 40116) italského námořnictva

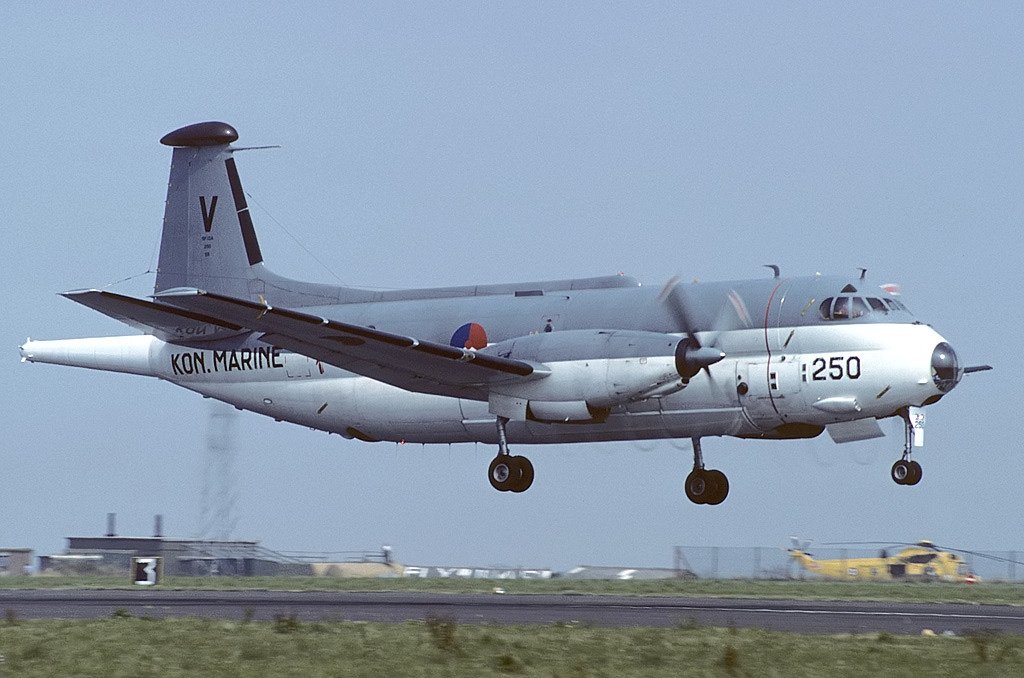
Dassault SP-13A Atlantic, Nizozemské královské námořnictvo

### Technické údaje
- Posádka: 12
- Kapacita: 12 cestujících nebo záložní posádka
- Rozpětí: 37,42 m
- Délka: 31,62 m
- Výška: 10,89 m
- Nosná plocha: 120,34 m²
- Plošné zatížení: 383,9 kg/m²
- Prázdná hmotnost: 25 700 kg
- Max. vzletová hmotnost : 46 200 kg
- Pohonná jednotka: 2× turbovrtulový motor Rolls-Royce Tyne RTy.20 Mk 21
- Výkon pohonné jednotky: 6 100 k (4 549 kW)

### Výkony
- Cestovní rychlost: 315 km/h (170 uzlů, 195 mph) ve výšce ? m
- Maximální rychlost: 648 km/h (350 uzlů, 402 mph) ve výšce ? m
- Dolet: 9 075 km (18 h)
- Dostup: 9 145 m (30 000 stop)
- Stoupavost: 14,7 m/s

### Výzbroj
- až 3 500 kg výzbroje zahrnující torpéda, hlubinné bomby, námořní miny, protilodní střely, bomby a bóje.